# أرماندو غابينو
أرماندو غابينو (بالإنجليزية: Armando Gabino)‏ هو لاعب كرة قاعدة دومينيكاوي، ولد في 31 أغسطس 1983 في سانتياغو دي لوس كاباليروس في جمهورية الدومينيكان.

## وصلات خارجية
- أرماندو غابينو على موقع دوري كرة القاعدة الرئيسي (الإنجليزية)
- أرماندو غابينو على موقعبيزبول رفرنس.كوم (الدوري الرئيسي) (الإنجليزية)
- أرماندو غابينو على موقعبيزبول رفرنس.كوم (الدوري الثانوي) (الإنجليزية)
- أرماندو غابينو على موقع إي إس بي إن.كوم (أم.أل.بي) (الإنجليزية)
- أرماندو غابينو على موقع مشجعي الرسوم البيانية (الإنجليزية)